# Jan Štokr
Jan Štokr (Dačice, 16 januari 1983) is een Tsjechisch volleyballer, gespecialiseerd als diagonaal.

## Sportieve successen

### Club
Tsjechisch kampioenschap:
- 2004
- 2002, 2003, 2019
- 2018, 2021

Beker van Tsjechië:
- 2004, 2018, 2021

CEV Challenge Cup:
- 2010

Wereldkampioenschap voor clubteams:
- 2010, 2011, 2012
- 2016

CEV Champions League:
- 2011
- 2012

Italiaans kampioenschap:
- 2011, 2013[2]
- 2012, 2017

Italiaanse Superbeker:
- 2011

Italiaansee Beker:
- 2012, 2013

CEV Cup:
- 2017

## Individuele onderscheidingen
- 2011: "Most Valuable Player" Italiaanse Serie A1 in het seizoen 2010/2011
- 2011: "Most Valuable Player" Italiaanse Superbeker
- 2012: Het beste diagonaal Wereldkampioenschap voor clubteams
- 2012: De beste volleyballer van het jaar in Tsjechië
- 2013: De beste volleyballer van het jaar in Tsjechië
- 2016: De beste volleyballer van het jaar in Tsjechië